# Пітешті – Римніку-Вилча (етиленопровід)
Пітешті — Римніку-Вилча (етиленопровід) — продуктопровід у Румунії для транспортування етилену на виробничий майданчик концерну Oltchim.
В 1970-му у Римніку-Вилча став до роботи завод з виробництва мономеру вінілхлориду потужністю 40 тисяч тонн на рік. Необхідний для його продукування хлор випускали на місці, а етилен отримували по продуктопроводу завдовжки 60 км із Пітешті, де у складі нафтопереробного заводу запрацювала установка парового крекінгу. В 1975-му на пітештському майданчику запустили другу установку, а у Римніку-Вилча — відповідно другий завод мономеру. В цілому тут могли продукувати 160 тисяч тонн вінілхлориду, який використовувався на місці для полімеризації у полівінілхлорид.
У 2008-му виробництво у Пітешті закрили через збитковість, що потягнуло за собою припинення виробництва мономеру на заводі Oltchim-му. Невдовзі останній викупив піролізну установку, проте станом на другу половину 2010-х так і не зміг запустити її в роботу.